# Верлан (ватажок)
Верлан (1690-ті — 18 ст.) — один з керівників національно-визвольного і соціального руху проти Польщі на Правобережній Україні у 30-х роках XVIII століття, відоме також як Народне повстання 1734-38 рр., Верланівська революція, або Повстання Верлана.

## Життєпис
Був сотником надвірних козаків (або полковником надвірної міліції) князів Любомирських у м. Шаргородi. Під час масового повстання гайдамаків на Брацлавщині 1734 року обраний наказним козацьким полковником. Своє військо організував за козацьким взірцем. Називав себе у листах-закликах «виконавцем волі» царського уряду, прагнув єдності українських земель у складі Російської імперії.
Його загони діяли на Брацлавщині, Волині, в межах Західної України. Повстанці захопили Жванець (нині село Кам'янець-Подільського району Хмельницької області), Крем'янець, Броди, деякі населені пункти поблизу Львова і Кам'янця-Подільського. Після об'єднання зусиль царських і польсько-шляхетських військ того ж року повстання було придушене, а його ватажок з частиною прибічників відступив на територію Молдови. Подальша доля Верлана невідома.

## Пам'ять
У місті Вінниця існує вулиця Верлана.